# Edward Livingston

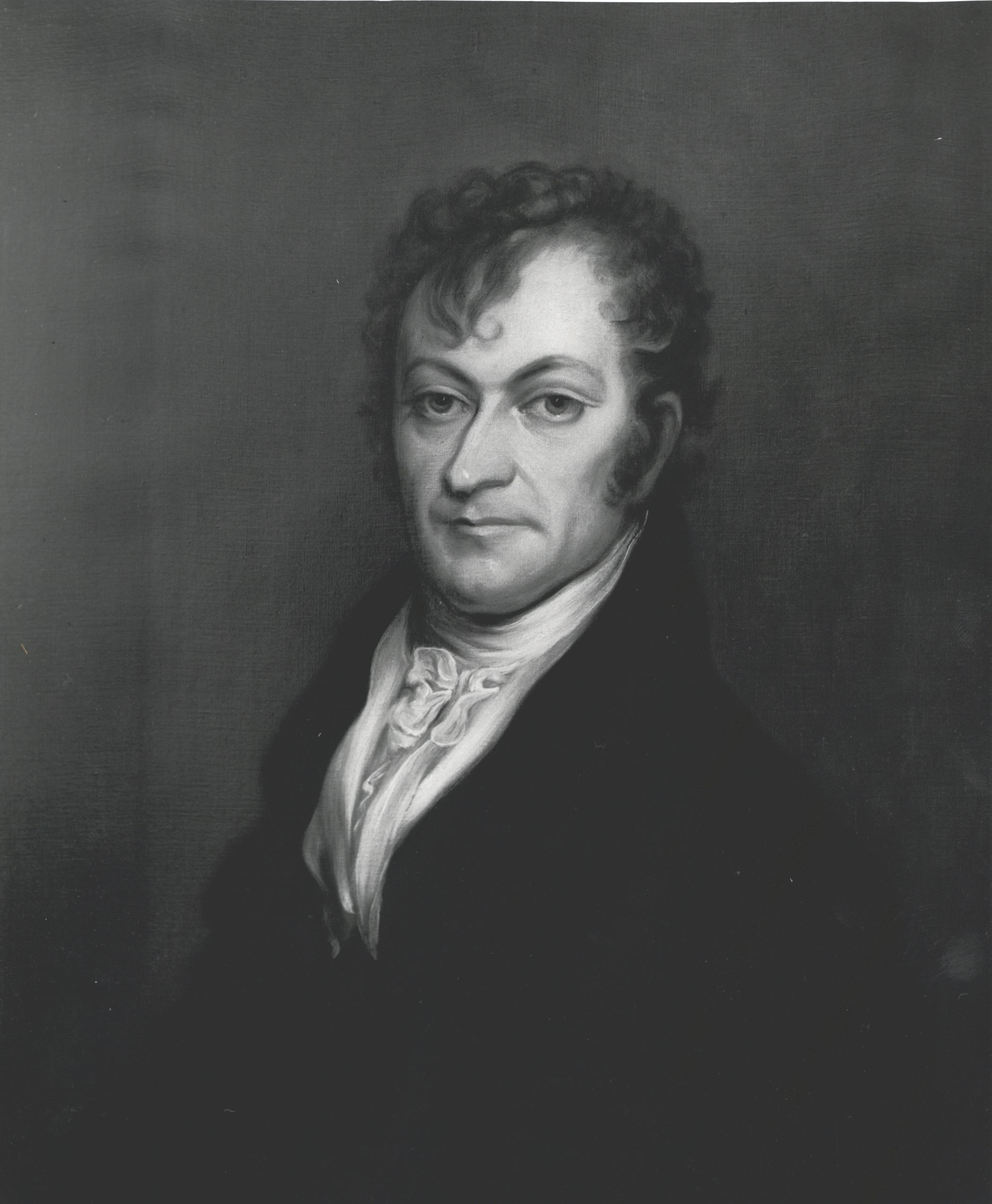
Edward Livingston

Edward Livingston (* 26. Mai 1764 in Clermont, Columbia County, Provinz New York; † 23. Mai 1836 in Rhinebeck, New York) war ein US-amerikanischer Jurist, Politiker, Staatsmann und Außenminister.

## Leben
Edward Livingston war der jüngste Sohn von Robert Livingston und gehörte der weithin bekannten honorigen Familie der Livingstons an. 1781 graduierte er am College of New Jersey. Ab 1785 praktizierte er mit einer eigenen Anwaltspraxis in New York City. Von 1795 bis 1801 gehörte er dem US-Repräsentantenhaus als Vertreter des Staates New York an, danach war er bis 1803 sowohl Bürgermeister von New York City als auch zeitgleich Bundesstaatsanwalt für den Distrikt von New York. Wegen zerrütteter Vermögensverhältnisse zog er sich 1804 nach Louisiana zurück und bebaute hier eine Pflanzung. Er nahm am Britisch-Amerikanischen Krieg teil und war Aide-de-camp von Andrew Jackson während der Schlacht von New Orleans. 1824 vollendete er sein Strafgesetzbuch, bekannt als „Livingston Code“, dessen Manuskript jedoch aufgrund eines Unglücksfalls verbrannte und das er 1826 von vorn zu schreiben begann.
Im weiteren Verlauf seiner politischen Karriere war Livingston, der der Demokratisch-Republikanischen Partei angehörte, im Jahr 1820 Abgeordneter im Repräsentantenhaus von Louisiana, von 1823 bis 1829 Vertreter von Louisiana im Repräsentantenhaus der Vereinigten Staaten und US-Senator von 1829 bis 1831.
Nach dem Sieg von Andrew Jackson bei der Präsidentschaftswahl in den Vereinigten Staaten 1828 wurde ihm als treuen Gefolgsmann der Botschafterposten in Frankreich angeboten. Obwohl er diese Position stark begehrte, lehnte Livingston dieses Angebot nach reiflicher Überlegung ab. Da insbesondere in Paris von Diplomaten ein hoher Aufwand für Repräsentation und Gesellschaften erwartet wurde, dem ein vergleichsweise geringes Einkommen gegenüberstand, fehlten ihm schlichtweg die finanziellen Mittel dieses Amt wahrzunehmen.
Der Bruch von Jackson mit seinem Vizepräsidenten John C. Calhoun im Frühjahr 1831 führte zu einer Umbildung des gesamten Kabinetts. Martin Van Buren, der Calhoun ersetzte, schlug dem Präsidenten Livingston als neuen Außenminister vor. Seine Qualifikation war weniger einer besonders ausgeprägten Erfahrung in auswärtigen Angelegenheiten geschuldet, sondern mehr dem hohen Ansehen, das Livingston bei allen Fraktionen genoss. Da er mit der Senatorentätigkeit sehr zufrieden war, gab Livingston in einem Brief am 20. April Jackson nur widerstrebend seine Einwilligung. Henry Clay, ein erbitterter Gegner von Jackson, opponierte im Januar 1832 im Senat erfolglos gegen Livingstons Ernennung, die am 24. Mai 1831 erfolgt war, und forderte eine Untersuchung der Gelder, mit denen dieser seine öffentlichen Schulden zurückgezahlt hatte. Livingston erbitterten diese Vorwürfe und er erwog kurzzeitig rechtliche Mittel dagegen einzulegen.
Als Außenminister im Kabinett Jackson konnte er wenig Akzente setzen und war mehr ein verwaltender Sekretär, da der Präsident ihm nicht traute und die Außenpolitik weitgehend selbst übernahm. Bei den auswärtigen Angelegenheiten lag sein Fokus vor allem auf rechtlichen Fragen. Wie auch Jackson zeichnete sich seine Politik durch leidenschaftlichen Nationalismus aus. Das dringendste Problem seiner Amtszeit war der Grenzdisput mit dem Vereinigten Königreich um den Nordosten der Vereinigten Staaten und Britisch-Nordamerika. Ein Abkommen hatte 1827 den niederländischen König Wilhelm I. als Vermittler eingesetzt und dieser vier Jahre später seinen Bericht vorgelegt. Jackson war trotz der erbitterten Opposition von Maine und Massachusetts mit dem Vermittlungsergebnis einverstanden gewesen, aber der Senat lehnte es im Juli 1832 ab und drängte den Präsidenten, erneut Verhandlungen mit dem Vereinigten Königreich aufzunehmen. Unterdessen erreichte Livingston in Maine von Offiziellen des Bundesstaats die Zusage, bei entsprechender territorialer und finanzieller Kompensation auf alle Gebietsansprüche nördlich der Flüsse Saint Francis und Saint John zu verzichten. Als jedoch Anfang 1833 die State Legislature beschloss, dass alle internationalen Abkommen nur bindend seien, wenn sie kommunale Bürgerversammlungen bestätigten, wurde das von Livingston erreichte Zugeständnis hinfällig. Er gab nicht auf und schlug daraufhin Großbritannien vor, die Quelle des St. Croix Rivers und die Wasserscheide zwischen Sankt-Lorenz-Strom und Atlantik als Grenzmarker zu nehmen. Da Maine diese Initiative nicht unterstützte, blieb auch dieser Unternehmung der Erfolg versagt.
Die unter Führung von Livingston durchgeführten Verhandlungen zwischen Amerika und Europa wurden von Wirtschaftsfragen dominiert. Während der Koalitionskriege waren von einigen Nationen amerikanische Handelsschiffe beschlagnahmt worden, was die beiderseitigen Beziehungen auch danach jeweils erheblich belastet hatte. Jackson setzte daher die Klärung dieser Angelegenheit an erste Stelle. Als der amerikanische Botschafter in Paris, William Cabell Rives, im Juli 1831 eine Einigung mit Frankreich erreichte, die gegenseitige Handelserleichterungen und eine Entschädigungszahlung von 4,6 Millionen US-Dollar vorsah, wovon 5 Prozent allerdings französische Ansprüche in Amerika deckten, war Livingston besorgt: Zum einen bezweifelte er die Rechtmäßigkeit dieser Vereinbarung, zum anderen befürchtete er, dass die daraus folgenden finanziellen Forderungen Paris’ zu groß werden könnten. Rives und Van Buren überzeugten jedoch Jackson, dass Livingstons Bedenken unbegründet waren. Als nach einstimmiger Zustimmung des Senats Finanzminister Louis McLane im Februar 1833 Frankreich eine erste Zahlungsaufforderung präsentierte, verweigerte Paris die Zahlung, da die Abgeordnetenkammer den Vertrag noch nicht verabschiedet hatte. Erfolgreicher verliefen die Unterhandlungen mit dem Russischen Kaiserreich und dem Königreich beider Sizilien, an denen Livingston allerdings kaum Anteil hatte.
Größeren Einfluss nahm Livingston auf die Außenpolitik innerhalb des amerikanischen Kontinents. Als die Republik Neugranada auf britischen Druck hin im Mai 1832 dem Handel mit den Vereinigten Staaten die Meistbegünstigungsklausel versagte, protestierte er ganz im Sinne der Monroe-Doktrin energisch dagegen. Er hielt diese Einflussnahme einer europäischen Macht in die westliche Hemisphäre weniger aus politischen als aus wirtschaftlichen Gründen für schädlich für die Interessen Amerikas. Auf den Falklandinseln kaperte 1831 der argentinische Inselkommandant Luis Vernet drei amerikanische Fischerei- und Robbenfangschiffe. Daraufhin verlegte ein Kriegsschiff der United States Navy nach den Falklandinseln und brachte die dortigen Siedler weg. Ein nach Buenos Aires entsandter amerikanischer Delegierter konnte von Argentinien keine Zugeständnisse erreichen. Währenddessen besetzten die Briten die Falklandinseln und beanspruchten sie als ihr Hoheitsgebiet. Obwohl dies eine Verletzung der Monroe-Doktrin darstellte, riet Livingston Präsident Jackson dazu, nicht dagegen zu protestieren. Vermutlich handelte er so, weil er die Bedeutung der Falklandinseln als zu gering erachtete. Den Vorschlag des amerikanischen Botschafters in Mexiko, Anthony Butler, gegen Texas als Hypothek Mexiko 5 Millionen US-Dollar zu leihen, lehnte er als verfassungswidrig ab. Livingston riet ihm, sich an die bestehenden Handels- und Grenzverträge zu halten.
Wahrscheinlich in Erinnerung daran, dass er 1829 aus Kostengründen dazu gezwungen gewesen war, den Posten als amerikanischer Botschafter in Frankreich abzulehnen, versuchte Livingston den Diplomatischen Dienst in großem Umfang zu reformieren. Er sah eine genaue Regelung der Konsulgehälter und Gebühren für ihre Dienstleistungen vor sowie die Einführung von Aufwandsentschädigungen für Residenz und Hauspersonal. Außerdem sollten die Handelsaktivitäten von Diplomaten Restriktionen unterworfen werden. Der Kongress blieb jedoch in dieser Angelegenheit inaktiv, so dass sich Livingston am Ende mit der Ausgabe eines Standardformulars zufriedengeben musste, das Konsule über ihre Rechten und Pflichten instruierte.
Schon im Oktober 1832 hatte Jackson für sich entschieden, Livingston als Außenminister abzulösen und als Botschafter nach Frankreich zu entsenden. Er wartete jedoch die Präsidentschaftswahlen und den Beginn des turbulenten 23. Kongresses ab, bevor er die Maßnahme umsetzte. Livingston trat am 29. Mai 1833 als Außenminister zurück. Sein Nachfolger in diesem Amt wurde Louis McLane. Noch am Tage seines Rücktritts als Außenminister wurde Livingston zum Botschafter in Frankreich ernannt. Diesen Posten hatte er bis 1835 inne.
Nach seinem Ausscheiden aus dem öffentlichen Dienst zog er sich auf den Herrensitz Montgomery Place zurück.
Livingston war zweimal verheiratet. Seine erste Frau, Liviary McEvers, heiratete er am 10. April 1788. Sie starb am 13. März 1801. Im Juni 1805 heiratete er dann die 19-jährige Witwe Madame Louise Moreau de Lassy or D’Avezac.
Ihm zu Ehren wurde in Guatemala die Stadt Livingston benannt. In den Vereinigten Staaten tragen Countys in Illinois, Michigan und Missouri sowie das Livingston Parish in Louisiana seinen Namen.
Livingston war Schwager von Richard Montgomery. Edward Livingstons Bruder war der Politiker Robert R. Livingston.